# Homalium perrieri
Homalium perrieri är en videväxtart som beskrevs av Herman Otto Sleumer. Homalium perrieri ingår i släktet Homalium och familjen videväxter. Inga underarter finns listade i Catalogue of Life.